# Naronrit Samonpan
Naronrit Samonpan  (* 4. Oktober 1983) ist ein thailändischer Fußballspieler.

## Karriere
Naronrit Samonpan stand bis Ende 2014 bei Air Force Central unter Vertrag. Wo er vorher gespielt hat, ist unbekannt. Der Verein aus der thailändischen Hauptstadt Bangkok spielte in der ersten Liga des Landes, der Thai Premier League. 2014 absolvierte er für die Air Force fünf Erstligaspiele. Ende 2014 musste er mit der Air Force den Weg in die zweite Liga antregen. Nach dem Abstieg verließ er die Air Force. Anfang 2015 unterschrieb er einen Vertrag beim Erstligisten Port FC. 16-mal stand er für Port 2015 in der ersten Liga auf dem Spielfeld. Ende 2015 stieg der Bangkoker Verein in die zweite Liga ab. Mit Port spielte er noch ein Jahr in der zweiten Liga, der Thai Premier League Division 1. Seit Anfang 2017 ist er vertrags- und vereinslos.